# Notioscopus sarcinatus
Notioscopus sarcinatus là một loài nhện trong họ Linyphiidae.
Loài này thuộc chi Notioscopus. Notioscopus sarcinatus được Octavius Pickard-Cambridge miêu tả năm 1872.